# Libro de Song

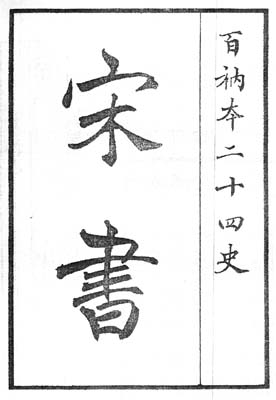
Portada de periódico húngaro A Szung con el nombre en grande: "Libro de Song" (宋書), y del lado derecho: "Los Veinticuatro Historiadores, edición baiban" (百衲本二十四史).

El Libro de Song (en chino tradicional, 宋書; en chino simplificado, 宋书; pinyin, Sòng Shū), también llamado La historia de los Song, es un texto histórico de la dinastía Liu Song, la primera de las Dinastías del Sur en China. Cubre la historia desde 420 hasta 479, y es una de las Veinticuatro Historias, una colección tradicional de registros históricos. Su autor fue Shen Yue de la Dinastía Liang (502-557) y al tiempo de ser escrito estaba compuesto de cien volúmenes. Para la época de la dinastía Song ya se habían perdido algunos volúmenes. Editores posteriores reconstruyeron estos volúmenes tomando material de la Historia de las Dinastías del Sur y algunas otras obras, si bien muchos de estos volúmenes ya no se hallaban en su condición original.